# The Scarecrow of Oz
The Scarecrow of Oz é o nono livro cuja ação transcorre na Terra de Oz, escrito por L. Frank Baum e ilustrado por John R. Neill. Publicado em 16 de julho de 1915, é o livro favorito de Baum da sua série sobre Oz.

## Antecedentes
O romance é dedicado a "The Uplifters" de Los Angeles. The Lofty and Exalted Order of Uplifters, um subgrupo seleto do elite Los Angeles Athletic Club, foi uma organização social e fraterna de proeminentes empresários e figuras públicas do sul da Califórnia. Baum atuou no grupo desde que se mudou para Los Angeles em 1909 e serviu entre os Excelsiors, o conselho diretor do grupo. Ele também escreveu e atuou em seus shows e ele tocou o tambor baixo em sua banda.
Um pequeno grupo de Uplifters foram os principais investidores da The Oz Film Manufacturing Company , organizados para fazer filmes de livros e histórias da Baum. Os investidores trouxeram US $ 100.000; Baum foi nomeado presidente e recebeu um bloco de ações na empresa em pagamento pelos direitos cinematográficos de suas obras. O primeiro projeto da empresa foi um filme de The Patchwork Girl of Oz ; e o segundo, lançado em outubro de 1914, foi Sua Majestade, o Espantalho de Oz , produzido a um custo de US $ 23.500 e com um elenco (de acordo com o Baum, que não é sempre confiável) de 130.
Baum esperava que o filme fosse um sucesso e oferecesse um grande impulso publicitário ao romance Scarecrow a seguir em 1915. As coisas não funcionaram bem como o autor otimista esperava; O filme não ganhou o suficiente para cobrir seus custos. A primeira edição do romance vendeu cerca de 14.300 cópias, apenas algumas centenas mais do que seu antecessor, Tik-Tok of Oz, embora, no longo prazo, The Scarecrow of Oz fosse uma das parcelas mais populares da série Oz.
Como Tik-Tok, Scarecrow contém um importante elemento romântico - a Rose Princess e Private Files no primeiro, e Gloria e Pon no último - isso não era típico dos livros de Oz anteriores. Talvez este tenha sido um fator na recepção limitada dos livros. Ao adaptar as histórias de seus filhos para versões de palcos e filmes, Baum teve que se comprometer entre atraente para crianças e adultos. Seus filmes sofreram com o público devido a esse conflito na expectativa do público. Talvez essa confusão também afetou as vendas dos livros, até certo ponto.
Embora a jornada de uma criança americana para Oz tenha sido há muito tempo uma trama favorita para Baum, esse trabalho representou sua última aparição: não mais crianças seriam induzidas a Oz durante a duração do trabalho na série.
O Ork, expresso por Peter MacNicol , apareceu em um episódio de The Oz Kids .